# Elecciones al Parlamento Vasco de 1980
Las elecciones al Parlamento Vasco de 1980 tuvieron lugar el 9 de marzo de 1980 y dieron paso a la I Legislatura. La primera fue la única legislatura con 60 parlamentarios, 20 por territorio histórico.
El presidente en funciones del Consejo General Vasco y candidato del PNV Carlos Garaikoetxea fue investido como primer lehendakari tras el final de la dictadura franquista.

## Resultados
| Elecciones al Parlamento Vasco de 1980 → |                                                                         |                     |         |       |         |
| Lendakari y gobierno | Partido                                                                 | Candidato           | Votos   | %     | Escaños |
| - Lendakari: Carlos Garaikoetxea - Gobierno: EAJ-PNV - Censo: 1.554.527 - Votantes: 929.051 (59,8%) - Abstención: 625.476 (40,2%) - Válidos: 916.275 - A candidatura: 916.275 (100,0%) | Euzko Alderdi Jeltzalea-Partido Nacionalista Vasco (EAJ-PNV)            | Carlos Garaikoetxea | 349.102 | 38,10 | 25      |
| - Lendakari: Carlos Garaikoetxea - Gobierno: EAJ-PNV - Censo: 1.554.527 - Votantes: 929.051 (59,8%) - Abstención: 625.476 (40,2%) - Válidos: 916.275 - A candidatura: 916.275 (100,0%) | Herri Batasuna (HB)                                                     | Telesforo Monzón    | 151.636 | 16,55 | 11 a    |
| - Lendakari: Carlos Garaikoetxea - Gobierno: EAJ-PNV - Censo: 1.554.527 - Votantes: 929.051 (59,8%) - Abstención: 625.476 (40,2%) - Válidos: 916.275 - A candidatura: 916.275 (100,0%) | Partido Socialista de Euskadi (PSE-PSOE)                                | Txiki Benegas       | 130.221 | 14,21 | 9       |
| - Lendakari: Carlos Garaikoetxea - Gobierno: EAJ-PNV - Censo: 1.554.527 - Votantes: 929.051 (59,8%) - Abstención: 625.476 (40,2%) - Válidos: 916.275 - A candidatura: 916.275 (100,0%) | Euskadiko Ezkerra (EE)                                                  | Juan María Bandrés  | 89.953  | 9,82  | 6       |
| - Lendakari: Carlos Garaikoetxea - Gobierno: EAJ-PNV - Censo: 1.554.527 - Votantes: 929.051 (59,8%) - Abstención: 625.476 (40,2%) - Válidos: 916.275 - A candidatura: 916.275 (100,0%) | Unión de Centro Democrático (UCD)                                       | Jesús María Viana   | 78.095  | 8,52  | 6       |
| - Lendakari: Carlos Garaikoetxea - Gobierno: EAJ-PNV - Censo: 1.554.527 - Votantes: 929.051 (59,8%) - Abstención: 625.476 (40,2%) - Válidos: 916.275 - A candidatura: 916.275 (100,0%) | Alianza Popular (AP)                                                    | Florencio Aróstegui | 43.751  | 4,77  | 2       |
| - Lendakari: Carlos Garaikoetxea - Gobierno: EAJ-PNV - Censo: 1.554.527 - Votantes: 929.051 (59,8%) - Abstención: 625.476 (40,2%) - Válidos: 916.275 - A candidatura: 916.275 (100,0%) | Partido Comunista de Euskadi-Euskadiko Partidu Komunista (PCE-EPK)      | Roberto Lertxundi   | 36.845  | 4,02  | 1       |
| - Lendakari: Carlos Garaikoetxea - Gobierno: EAJ-PNV - Censo: 1.554.527 - Votantes: 929.051 (59,8%) - Abstención: 625.476 (40,2%) - Válidos: 916.275 - A candidatura: 916.275 (100,0%) | Euskadiko Mugimendu Komunista-Movimiento Comunista de Euskadi (EMK-MCE) |                     | 10.959  | 1,20  | 0       |
| - Lendakari: Carlos Garaikoetxea - Gobierno: EAJ-PNV - Censo: 1.554.527 - Votantes: 929.051 (59,8%) - Abstención: 625.476 (40,2%) - Válidos: 916.275 - A candidatura: 916.275 (100,0%) | Euskal Sozialistak Elkartzeko Indarra (ESEI)                            |                     | 6.280   | 0,69  | 0       |
| - Lendakari: Carlos Garaikoetxea - Gobierno: EAJ-PNV - Censo: 1.554.527 - Votantes: 929.051 (59,8%) - Abstención: 625.476 (40,2%) - Válidos: 916.275 - A candidatura: 916.275 (100,0%) | Liga Komunista Iraultzailea-Liga Comunista Revolucionaria (LKI-LCR)     |                     | 5.182   | 0,57  | 0       |
| - Lendakari: Carlos Garaikoetxea - Gobierno: EAJ-PNV - Censo: 1.554.527 - Votantes: 929.051 (59,8%) - Abstención: 625.476 (40,2%) - Válidos: 916.275 - A candidatura: 916.275 (100,0%) | Partido de los Trabajadores de Euskadi (ORT-PTE)                        |                     | 3.448   | 0,38  | 0       |
| - Lendakari: Carlos Garaikoetxea - Gobierno: EAJ-PNV - Censo: 1.554.527 - Votantes: 929.051 (59,8%) - Abstención: 625.476 (40,2%) - Válidos: 916.275 - A candidatura: 916.275 (100,0%) | Partido Socialista Obrero Español (Sector Histórico) (PSOE (H))         |                     | 2.760   | 0,30  | 0       |
| - Lendakari: Carlos Garaikoetxea - Gobierno: EAJ-PNV - Censo: 1.554.527 - Votantes: 929.051 (59,8%) - Abstención: 625.476 (40,2%) - Válidos: 916.275 - A candidatura: 916.275 (100,0%) | Partido Carlista de Euskalherria (EKA)                                  |                     | 2.434   | 0,27  | 0       |
| - Lendakari: Carlos Garaikoetxea - Gobierno: EAJ-PNV - Censo: 1.554.527 - Votantes: 929.051 (59,8%) - Abstención: 625.476 (40,2%) - Válidos: 916.275 - A candidatura: 916.275 (100,0%) | Partido Socialista de los Trabajadores (PST)                            |                     | 2.099   | 0,23  | 0       |
| - Lendakari: Carlos Garaikoetxea - Gobierno: EAJ-PNV - Censo: 1.554.527 - Votantes: 929.051 (59,8%) - Abstención: 625.476 (40,2%) - Válidos: 916.275 - A candidatura: 916.275 (100,0%) | Unidad Comunista (UC)                                                   |                     | 2.044   | 0,22  | 0       |
| - Lendakari: Carlos Garaikoetxea - Gobierno: EAJ-PNV - Censo: 1.554.527 - Votantes: 929.051 (59,8%) - Abstención: 625.476 (40,2%) - Válidos: 916.275 - A candidatura: 916.275 (100,0%) | Falange Española de las JONS (FE JONS)                                  |                     | 1.466   | 0,16  | 0       |
| - Lendakari: Carlos Garaikoetxea - Gobierno: EAJ-PNV - Censo: 1.554.527 - Votantes: 929.051 (59,8%) - Abstención: 625.476 (40,2%) - Válidos: 916.275 - A candidatura: 916.275 (100,0%) | En blanco                                                               |                     | 3.570   | 0,38  | N/A     |
| - Lendakari: Carlos Garaikoetxea - Gobierno: EAJ-PNV - Censo: 1.554.527 - Votantes: 929.051 (59,8%) - Abstención: 625.476 (40,2%) - Válidos: 916.275 - A candidatura: 916.275 (100,0%) | Nulos                                                                   |                     | 9.206   | 0,99  | N/A     |

a Ausentes durante toda la legislatura.

### Por territorios históricos
| Resultados por territorios históricos |        |        |         |           |           |           |         |         |         |            |            |            |
| Partido                               | Álava  | Álava  | Álava   | Guipúzcoa | Guipúzcoa | Guipúzcoa | Vizcaya | Vizcaya | Vizcaya | País Vasco | País Vasco | País Vasco |
| Partido                               | Votos  | %      | Escaños | Votos     | %         | Escaños   | Votos   | %       | Escaños | Votos      | %          | Escaños    |
| EAJ-PNV                               | 31.640 | 30,23% | 7       | 111.411   | 37,36%    | 9         | 206.051 | 40,14%  | 9       | 349.102    | 38,1%      | 25         |
| HB                                    | 14.804 | 14,15% | 3       | 52.559    | 17,62%    | 4         | 84.273  | 16,42%  | 4       | 151.636    | 16,55%     | 11         |
| PSE-PSOE                              | 14.694 | 14,04% | 3       | 41.148    | 13,8%     | 3         | 74.379  | 14,49%  | 3       | 130.221    | 14,21%     | 9          |
| EE                                    | 9.658  | 9,23%  | 2       | 40.210    | 13,48%    | 3         | 40.085  | 7,81%   | 1       | 89.953     | 9,82%      | 6          |
| UCD                                   | 20.716 | 19,79% | 4       | 22.598    | 7,58%     | 1         | 34.781  | 6,77%   | 1       | 78.095     | 8,52%      | 6          |
| AP                                    | 6.029  | 5,76%  | 1       | 7.975     | 2,67%     | 0         | 29.747  | 5,79%   | 1       | 43.751     | 4,77%      | 2          |
| PCE-EPK                               | 3.168  | 3,03%  | 0       | 9.017     | 3,02%     | 0         | 24.660  | 4,8%    | 1       | 36.845     | 4,02%      | 1          |
| En blanco                             | 609    | 0,57 % | N/A     | 797       | 0,26%     | N/A       | 2.164   | 0,42%   | N/A     | 3.570      | 0,38%      | N/A        |
| Nulos                                 | 975    | 0,92%  | N/A     | 2.579     | 0,86%     | N/A       | 5.652   | 1,8%    | N/A     | 9.206      | 0,99%      | N/A        |

## Investidura del lendakari
Esta fue la única vez en que los parlamentarios votaron a favor o en contra del candidato propuesto. Tras una primera votación en la que hubo tres votos nulos, finalmente Garaikoetxea fue elegido lendakari gracias a los votos del PNV y la ausencia de los parlamentarios de HB. El resto de partidos políticos se opusieron a su investidura.
| Candidato                     | Fecha                                                         | Voto     |    |    |   |   |   |   |   | Total |
| ----------------------------- | ------------------------------------------------------------- | -------- | -- | -- | - | - | - | - | - | ----- |
| Carlos Garaikoetxea (EAJ-PNV) | 9 de abril de 1980 Primera votación: Mayoría absoluta (31/60) | Sí       | 23 |    |   |   |   |   |   | 23/60 |
| Carlos Garaikoetxea (EAJ-PNV) | 9 de abril de 1980 Primera votación: Mayoría absoluta (31/60) | No       |    |    | 8 | 6 | 6 | 2 | 1 | 23/60 |
| Carlos Garaikoetxea (EAJ-PNV) | 9 de abril de 1980 Primera votación: Mayoría absoluta (31/60) | Nulos    | 2  |    | 1 |   |   |   |   | 3/60  |
| Carlos Garaikoetxea (EAJ-PNV) | 9 de abril de 1980 Primera votación: Mayoría absoluta (31/60) | Ausentes |    | 11 |   |   |   |   |   | 11/60 |
| Carlos Garaikoetxea (EAJ-PNV) | 9 de abril de 1980 Segunda votación: Mayoría simple           | Sí       | 25 |    |   |   |   |   |   | 25/60 |
| Carlos Garaikoetxea (EAJ-PNV) | 9 de abril de 1980 Segunda votación: Mayoría simple           | No       |    |    | 9 | 6 | 6 | 2 | 1 | 24/60 |
| Carlos Garaikoetxea (EAJ-PNV) | 9 de abril de 1980 Segunda votación: Mayoría simple           | Ausentes |    | 11 |   |   |   |   |   | 11/60 |